# Chan Siu Ki
Chan Siu Ki est un footballeur hongkongais né le 14 juillet 1985 qui joue pour le club South China. Il évolue au poste d'attaquant.

## Carrière

### Joueur
- 2002-2003 : Tai Po  Hong Kong
- 2003-2004 : Hong Kong Rangers  Hong Kong
- 2003-2004 : Kitchee SC (prêt)  Hong Kong
- 2004-2008 : Kitchee SC  Hong Kong
- 2008-2012 : South China  Hong Kong
- 2012-2013 : Guangdong Sunray Cave  Chine
- Depuis 2014 : South China  Hong Kong

## Sélections
Chan Siu Ki fait ses débuts en équipe nationale de Hong Kong le 30 novembre 2004 contre Singapour.
40 sélections et 32 buts avec  Hong Kong depuis 2004.

## Palmarès

### Club
- Avec South China
  - Champion de Hong Kong en 2009 et 2010.